# Ligia filicornis
Ligia filicornis är en kräftdjursart som beskrevs av Gustav Budde-Lund 1893. Ligia filicornis ingår i släktet Ligia och familjen gisselgråsuggor. Inga underarter finns listade i Catalogue of Life.